# Monanthotaxis laurentii
Monanthotaxis laurentii är en kirimojaväxtart som först beskrevs av De Wild., och fick sitt nu gällande namn av Bernard Verdcourt. Monanthotaxis laurentii ingår i släktet Monanthotaxis och familjen kirimojaväxter. Inga underarter finns listade i Catalogue of Life.